# Incident du missile en Géorgie
L'incident du missile en Géorgie de 2007 fait référence à la chute d'un missile dans le village géorgien de Tsitelubani dans la municipalité de Gori, près de la zone de conflit géorgien-ossète, à environ 65 km au nord-ouest de Tbilissi, la capitale de la Géorgie, le 7 août 2007. Des responsables géorgiens ont déclaré que deux avions de combat russes avaient violé son espace aérien et tiré un missile qui est tombé à la lisière d'un village mais n'a pas explosé. La Russie a nié cette allégation et a déclaré que la Géorgie avait peut-être tiré le missile sur son propre territoire afin de provoquer des tensions dans la région. Plusieurs équipes d'experts ont été envoyées en Géorgie pour enquêter sur l'incident. Alors que deux équipes d'enquête internationales ont confirmé les affirmations de la Géorgie, l'équipe russe les a rejetées. L'Organisation pour la sécurité et la coopération en Europe (OSCE) a déclaré qu'il était "extrêmement difficile d'avoir une image claire", étant donné la nature contradictoire des conclusions des experts. L'organisation a décidé de ne pas lancer sa propre enquête sur l'incident. L'ambassadeur du Portugal auprès de l'OSCE a publié une déclaration au nom de l'UE, qui s'est abstenue de soutenir la version géorgienne ou russe des événements.

## Contexte
L'incident du missile s'est produit au milieu des tensions croissantes entre la Géorgie et la Russie depuis la Révolution des Roses de 2003, qui a amené Mikheil Saakachvili, un président pro-occidental au pouvoir. Entre autres, son souhait de voir la Géorgie rejoindre l'OTAN et l'UE, ainsi que la recherche de liens économiques et militaires plus étroits avec l'Occident, a irrité la Russie car cela marquait une perte d'influence russe dans la région. Depuis lors, plusieurs crises, incidents et accusations se sont succédé : la crise d'Adjarie de 2004, les sabotages de 2006 en Ossétie du Nord (en), l'interdiction russe de 2006 des vins moldaves et géorgiens, la crise de Kodori de 2006, la controverse d'espionnage géorgien-russe de 2006 et l'incident des hélicoptères.

## Incident
Vano Merabichvili, ministre géorgien de l'Intérieur, déclare que deux avions d'attaque Soukhoï sont entrés dans l'espace aérien géorgien depuis la Russie à 19h30 le 7 août et ont tiré au moins un missile air-sol sur le village de Tsitelubani. Le missile a laissé un cratère d'environ 5 mètres dans un champ mais n'a pas explosé. Les sapeurs ont ensuite désamorcé le missile.

## Réactions

### Géorgie
Les experts géorgiens identifient le missile comme un ARM Kh-58 de conception soviétique. Les restes du missile sont détruits par les autorités géorgiennes avant que son identité ne puisse être confirmée par la Commission mixte de contrôle. Le président géorgien Mikheil Saakachvili déclare que l'incident fait partie d'un schéma d'agression russe contre ses voisins et exhorte les États européens à condamner Moscou. La Géorgie affirme avoir des preuves radar prouvant que l'avion avait volé en provenance de Russie et déclare que la frappe avait visé, en vain, la destruction de l'équipement radar récemment installé près de la zone de conflit d'Ossétie du Sud,. Les experts géorgiens suggèrent que le pilote n'avait pas tiré, mais avait largué le missile et s'était enfui après que les forces amies de l'Ossétie du Sud aient tiré par erreur un missile anti-aérien sur son appareil.
L'ancien président de la Géorgie, Edouard Chevardnadze, déclare que pendant son mandat, des avions russes bombardaient régulièrement les forces géorgiennes pendant les guerres des années 1990, lorsque l'Abkhazie et l'Ossétie du Sud ont rompu le contrôle du gouvernement central. "Je ne révélerai pas de grands secrets si je dis que de telles violations de l'espace aérien de la Géorgie et des bombardements étaient courants pendant ma présidence. Mais les forces russes n'ont jamais rien reconnu de tout cela", déclare Shevardnadze.
Les politiciens de l'opposition géorgienne Salomé Zourabichvili et Chalva Natelachvili laissent entendre que les autorités géorgiennes auraient pu être à l'origine de l'incident, conçu comme une provocation,.
Le 22 août, après les conclusions des deux enquêtes internationales et russes, l'ambassadeur de Géorgie à l'ONU, Irakli Alassania, accuse la Russie d'avoir tenté "d'intimider la Géorgie et d'évaluer l'état de préparation militaire géorgienne". Il ajoute que la Géorgie devait "adopter une position absolument résolue et non négociable face aux efforts visant à utiliser la force militaire pour déstabiliser un État démocratique et tenter d'influencer sa politique intérieure et étrangère".

### Ossétie du Sud
Le président sud-ossète Edouard Kokoïty décrit l'incident comme "une provocation organisée par la partie géorgienne, visant à discréditer la Russie", affirmant qu'une autre bombe est tombée en Ossétie du Sud. Selon ses propres termes, "un avion militaire géorgien est entré en Ossétie du Sud lundi, a effectué des manœuvres au-dessus des villages ossètes et a largué deux bombes". Le 9 août 2007, le président sud-ossète Eduard Kokoity annonce son intention de demander à la Russie de déployer des systèmes de défense aérienne dans la république, afin de décourager de tels incidents futurs.

### Russie
La Russie nie également la revendication géorgienne. Plus tard dans la journée, le ministère russe des Affaires étrangères déclare que les avions géorgiens avaient peut-être tiré le missile sur leur propre territoire afin de provoquer des tensions dans la région et de faire dérailler une session de la Commission mixte de contrôle sur la résolution des conflits entre la Géorgie et l'Ossétie du Sud. La Géorgie dénonce immédiatement cette affirmation comme étant absurde.
Pavel Akulyonok, un ingénieur de l'armée de l'air russe travaillant pour l'équipe russe enquêtant sur l'incident, déclare que "la partie géorgienne a forgé des faits". Il déclare que de nombreuses parties du missile qui restent généralement après un impact n'ont pas pu être trouvées.

### Autres
Le sous-secrétaire d'État adjoint aux Affaires européennes des États-Unis, Matthew Bryza (en), rejette les allégations russes, conseillant à Moscou d'atténuer sa rhétorique sur la Géorgie. La porte-parole de la Commission européenne, Christiane Hohmann, exhorte la Géorgie et la Russie à faire preuve de retenue et déclare qu'il n'est pas possible de commenter davantage l'incident tant que les faits ne seraient pas connus. Elle ajoute qu'une équipe de l'OSCE se penche sur l'affaire. L'OSCE appelle également les deux parties à faire preuve de retenue.
Adrian Blomfield rapporte dans le Daily Telegraph que certains commentateurs suggèrent qu'un groupe de la ligne dure du Kremlin avait l'intention de provoquer un affrontement militaire pour fournir une excuse pour changer la constitution russe et permettre au président russe Vladimir Poutine de rester au pouvoir. Alexei Malashenko, un expert du Caucase au Centre Carnegie de Moscou, déclare qu'il est possible que cette faction ait ordonné le tir d'un missile factice dans le but d'alimenter la crise. Mais il dit qu'il est plus probable que l'attaque au missile ait pu être menée par des unités locales de l'armée russe à l'insu du gouvernement russe.
Stratfor, une agence de renseignement privée basée aux États-Unis, émet l'hypothèse que "compte tenu des développements régionaux au cours des dernières semaines, cette" bombe "était bien plus vraisemblablement un stratagème géorgien qu'un stratagème russe".

## Conséquences

### Rapport de l'OSCE
Selon le ministère géorgien des Affaires étrangères et la porte-parole de l'Organisation pour la sécurité et la coopération en Europe (OSCE) à Vienne, la mission de l'OSCE signale "un avion volant depuis le nord-est" bien que le rapport n'ait pas encore été rendu public. La porte-parole souligne qu'il s'agit "d'un rapport interne qui ne représente pas la position de l'OSCE". Le ministre d'État géorgien Davit Bakradze ajoute "qu'il n'y a pas d'autre pays que la Russie au nord-est".
Le 17 août 2007, le Président en exercice de l'OSCE, le Ministre espagnol des affaires étrangères Miguel Angel Moratinos, nomme le diplomate croate et ancien ministre Miomir Žužul (en), "pour être son représentant personnel lors d'une mission en Géorgie sur un incident de missile survenu le 6 août". Žužul devait se rendre en Géorgie et en fédération de Russie au début de la semaine du 20 août. Il devait être accompagné du Chargé d’affaires de la Mission permanente d’Espagne auprès de l’OSCE, Arturo Perez Martinez,.
Le 30 août,Miguel Angel Moratinos rencontre le ministre russe des Affaires étrangères Sergueï Lavrov à Moscou. Les ministres discutent entre autres de l'incident du missile et Moratinos présente le contenu du rapport préparé par son envoyé spécial Žužul sur les réunions qu'il a eues la semaine précédente à Moscou et Tbilissi. Le rapport, qui n'est pas encore rendu public, doit être présenté par Žužul lors de la réunion du Conseil permanent de l'OSCE à Vienne le 6 septembre. Un porte-parole de l'OSCE déclare que "l'essentiel est que ce n'est pas le rôle de l'OSCE de porter un jugement ou de pointer du doigt. Il s'agit d'écouter toutes les parties, de recommander et de rechercher des moyens d'éviter des incidents et des tensions similaires à l'avenir. Donc il ne s’agit pas d’essayer de déterminer qui était responsable ou ce qui s’est exactement passé, mais de regarder vers l’avenir pour essayer de trouver des moyens de garantir que ce genre de chose ne se reproduise plus".
Le 6 septembre 2007, un mois après l'incident, une session à huis clos du Conseil de l'OSCE se tient. Julie Finley, l'ambassadrice américaine auprès de l'OSCE, rejette le rapport des experts russes et appelle l'OSCE à lancer sa propre enquête. Cette motion n'est pas soutenue par Žužul, il n'y aura pas d'enquête de l'OSCE sur l'incident. Au lieu de cela, l'organisation se concentrera sur la prévention d'incidents similaires à l'avenir, en intervenant rapidement en cas de crise.

### Conseil de sécurité de l'ONU
Le ministère géorgien des Affaires étrangères tente d'obtenir la tenue d'une session du Conseil de sécurité des Nations unies pour discuter de l'incident et encourager la participation internationale à l'enquête sur l'attaque. L'ancien président géorgien Chevardnadze rejette les efforts visant à impliquer les Nations unies, car la Russie utiliserait son veto en tant que membre permanent du Conseil de sécurité pour contrecarrer toute véritable enquête ou critique.
Le 16 août, les États-Unis, qui appuient la demande de la Géorgie en faveur d'une session extraordinaire, tentent de faire publier par le Conseil de sécurité une déclaration sur l'incident présumé. La Russie, cependant, bloque cette décision, la qualifiant de "prématurée".

### Enquête internationale
Le 15 août, le groupe de spécialistes des États-Unis, de la Suède, de la Lettonie et de la Lituanie, impliqué dans l'enquête internationale à la demande de la Géorgie, publie ses conclusions à Tbilissi. Le groupe confirme que l'avion a volé de la Russie vers l'espace aérien géorgien et est revenu trois fois. Il décrit le missile comme un KH-58 de conception russe, destiné à éliminer les systèmes radar. L'équipe ajoute que l'armée de l'air géorgienne "ne possède pas d'aéronef équipé ou capable de lancer" ce missile.
Une équipe d'enquêteurs russes est également arrivée en Géorgie le 16 août pour mener sa propre enquête,. S'exprimant lors d'une conférence de presse à Tbilissi, l'ambassadeur de Russie Valery Kenyaikin déclare le 16 août que Moscou n'a pas trouvé les preuves de l'équipe internationale convaincantes. Il déclare également que l'équipe russe a présenté des preuves qui réfutaient les conclusions de l'équipe, ajoutant que "Les documents remis à la partie géorgienne montrent, et je l'espère prouvent, l'absence de toute information ou élément [d'information] témoignant de la violation de l'espace aérien géorgien par la Russie". Un responsable de l'armée de l'air russe affirme également que les autorités géorgiennes ont présenté aux enquêteurs russes des pièces de plusieurs missiles différents, dont certains portaient des traces de rouille.
Un envoyé désigné par l'OSCE pour enquêter sur l'incident rencontre des responsables géorgiens à Tbilissi et se rend à Moscou.
Un groupe d'experts de Grande-Bretagne, de Pologne et d'Estonie corrobore les résultats de la précédente enquête internationale selon laquelle un avion militaire est entré illégalement dans son espace aérien depuis la Russie et a largué un missile avant de rentrer en Russie.